# Burn (album Havok)
Burn – debiutancki album zespołu Havok. Na płycie znajdują się szybkie kompozycje z melodyjnymi solówkami.

## Lista utworów
1. Wreckquiem (1:35)
2. The Root of Evil (5:33)
3. Path to Nowhere (3:41)
4. Morbid Symmetry (4:55)
5. Identity Theft (4:43)
6. The Disease (4:27)
7. Scabs of Trust (4:46)
8. Ivory Tower (3:48)
9. To Hell (4:10)
10. Category of the Dead (5:36)
11. Melting the Mountain (2:43)
12. Afterburner (3:26)